# La Bataille sur le pont
La Bataille sur le pont est un tableau réalisé en 1655 par le peintre lorrain Claude Gellée. De format horizontal, cette huile sur toile est une peinture de bataille. Elle représente un affrontement armé sur un pont en arc dans un paysage côtier dominé par de grands arbres, qui occupent le tiers gauche de la composition. Il pourrait s'agir de la bataille du pont Milvius, qui oppose Maxence à Constantin sous l'Empire romain. Tout comme son pendant, L'Enlèvement d'Europe, l'œuvre est conservée au musée des Beaux-Arts Pouchkine, à Moscou, en Russie.

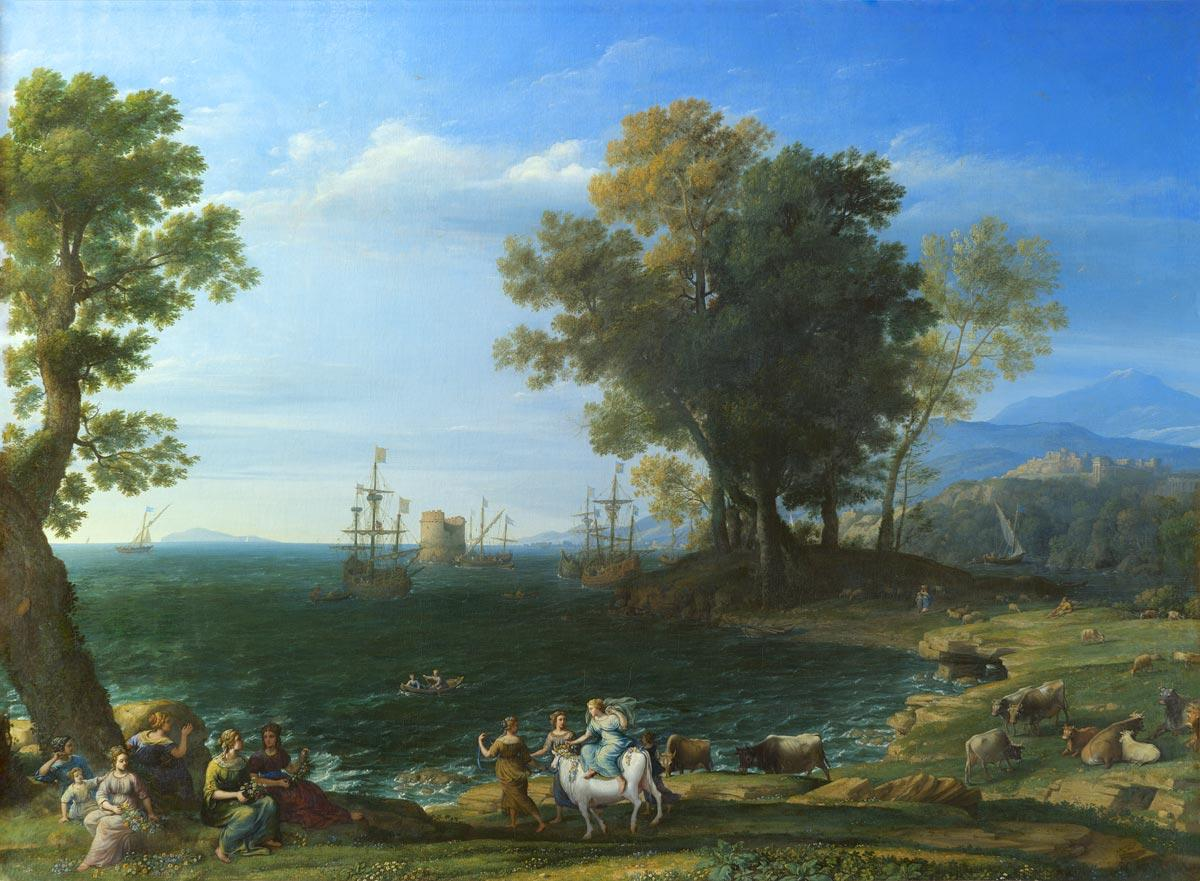
L'Enlèvement d'Europe, 1655 – Musée des Beaux-Arts Pouchkine, Moscou.